# 钱镠墓
钱鏐墓位于浙江省杭州市临安区锦城街道东北的太庙山南坡，面积120亩。墓上有高9米、长宽各50米的大型封土堆，有华表、石马、石羊和钱王祠。2001年，与钱宽夫妇墓、康陵同作为临安吴越国王陵的组成部分列入第五批全国重点文物保护单位。1988年，臨安縣設立錢王陵公園管理所，管理所負責吳越國王陵的文物保護、環境保護等相關工作；曾於1994年、1997年對錢王陵園修繕，恢復了神道、門闕、牌樓，修建錢王祠等建築。

## 被盜掘與破案
钱鏐墓于2019年5月在一起系列盗墓案中遭到盗掘，盗洞直达墓室。2020年5月23日，经过杭州警方侦查，从在广州准备倒卖销赃者手中查获金玉腰带、古剑等盗掘文物。该案抓获犯罪嫌疑人39人（包括钱鏐墓盗掘者2人），追回墓中文物175件，包含秘色瓷、金玉腰带等珍品，当地政府对监管责任人进行追责。另据公安部通报，其中包括一级文物138件。根据相关专家现场勘测，墓葬本体保存尚好。2020年12月，经国家文物局批准，墓葬本体得到修复。
盜墓以至杭州公安追回文物的消息一直未有對外公佈，直至2021年5月上旬有網民爆料，再由澎湃新闻於同年5月11－12日向杭州市公安局與浙江省文物考古研究所前所长刘斌求證才得以確認。至同年5月12日下午17時，杭州市公安局聯同浙江省文物考古研究所、临安区政府代表召開記者會公佈該消息。